# Gouverneur en Bolivie
Le gouverneur bolivien est la plus haute autorité politique d'un département de la Bolivie. Les départements constituent la plus grande subdivision politique et territoriale de la Bolivie et sont au nombre de neuf. Chaque département bolivien élit au suffrage direct un gouverneur pour un mandat de cinq années. Avant 2010, le titulaire de cette fonction est nommé « préfet ». 

## Gouverneurs actuels
Les gouverneurs actuels sont élus lors des élections infranationales boliviennes de 2021 pour un mandat devant se terminer en 2026. 
| Département | Nom                   | Parti                  | Depuis (le)        |
| ----------- | --------------------- | ---------------------- | ------------------ |
| Beni        | Alejandro Unzueta     | MTS                    | 3 mai 2021         |
| Chuquisaca  | Damián Condori        | Chuquisaca Somos Todos | 3 mai 2021         |
| Cochabamba  | Humberto Sánchez      | MAS                    | 3 mai 2021         |
| La Paz      | Santos Quispe         | Adelante Pueblo Unido  | 3 mai 2021         |
| Oruro       | Jhonny Franklin Vedia | MAS                    | 3 mai 2021         |
| Pando       | Regis Germán Richter  | MTS                    | 3 mai 2021         |
| Potosí      | Marco Antonio Copa    | MAS                    | 1er septembre 2023 |
| Santa Cruz  | Mario Aguilera        | Creemos                | 26 janvier 2024    |
| Tarija      | Óscar Montes          | Unidos Para Renovar    | 4 mai 2021         |

## Historique
En 2006, faisant suite à des revendications régionalistes, dont celles provenant du département de Santa Cruz, les plus hautes autorités départementales deviennent des charges électives élues au suffrage direct. Elles sont auparavant nommées par le gouvernement central.  
Il faut toutefois attendre la promulgation de la Constitution bolivienne de 2009 pour qu'elles adoptent leur titre actuel. Effectivement, avant 2010, la plus haute autorité départementale est un « préfet ». À partir des élections régionales de 2010, la plus haute autorité départementale devient un « gouverneur », toujours élue au suffrage direct. Les listes suivantes recensent les personnes ayant occupé la fonction de plus haute autorité de chaque département à partir de 2006, année où ces charges sont devenues électives. 

### Département du Beni
- Ernesto Suárez Sattori (23 janvier 2006–4 janvier 2010) (en tant que préfet)
- Clemente Cárdenas (4 janvier 2010–31 mai 2010)
- Ernesto Suárez Sattori (31 mai 2010–16 décembre 2011) (en tant que gouverneur)
- Haisen Ribera (16 décembre 2011–1er mars 2013) (intérimaire)
- Carmelo Lenz Fredericksen (1er mars 2013–31 mai 2015)[3]
- Alex Ferrier (31 mai 2015–10 novembre 2019)[4]
- Fanor Amapo Yubanera (13 novembre 2019–3 mai 2021) (intérimaire; disputé à partir du 13 juillet 2020)
- Yáscara Moreno (13 juillet 2020–3 mai 2021) (intérimaire)[5]
- Alejandro Unzueta (depuis le 3 mai 2021)[6]

### Département de Chuquisaca
- David Sánchez Heredia (23 janvier 2006–30 août 2007) (en tant que préfet)
- Adrián Valeriano (30 août–20 septembre 2007) (intérimaire)
- David Sánchez Heredia (20 septembre–18 décembre 2007)
- Ariel Iriarte (18 décembre 2007–11 juillet 2008) (intérimaire)
- Savina Cuéllar Leaños (11 juillet 2008–30 mai 2010)
- Esteban Urquizu Cuellar (31 mai 2010–26 décembre 2014) (en tant que gouverneur)
- Jaime Cárdenas (26 décembre 2014–31 mai 2015) (intérimaire)
- Esteban Urquizu Cuellar (31 mai 2015–10 novembre 2019)[7]
- Efraín Balderas (31 mars 2020–3 mai 2021) (intérimaire)[8]
- Damián Condori (depuis le 3 mai 2021)

### Département de Cochabamba
- Manfred Reyes Villa (23 janvier 2006–29 août 2008) (en tant que préfet)
- Rafael Puente Calvo (29 août–12 décembre 2008) (intérimaire)
- Jorge Ledezma (15 décembre 2008–4 avril 2010)[9]
- Edmundo Novillo (4 avril 2010–31 mai 2015) (en tant que gouverneur)
- Iván Canelas Alurralde (31 mai 2015–10 novembre 2019)[10]
- Esther Soria Gonzáles (14 novembre 2019–3 mai 2021) (intérimaire)[11]
- Humberto Sánchez (depuis le 3 mai 2021)[12]

### Département de La Paz
- José Luis Paredes (23 janvier 2006–10 août 2008) (en tant que préfet)
- Pablo Ramos (10 août 2008–31 mai 2010)
- César Cocarico (31 mai 2010–31 mai 2015) (en tant que gouverneur)
- Félix Patzi (31 mai 2015–3 mai 2021)
- Santos Quispe (depuis le 3 mai 2021)[13]

### Département d'Oruro
- Luis Alberto Aguilar (23 janvier 2006–31 mai 2010) (en tant que préfet)
- Santos Tito (31 mai 2010–31 mai 2015) (en tant que gouverneur)
- Victor Hugo Vasquez (31 mai 2015–10 novembre 2019)[14]
- Zenón Pizarro (19 novembre 2019–31 mai 2020) (intérimaire)
- Edson Oczachoque (31 mai 2020–3 mai 2021) (intérimaire)[15]
- Jhonny Franklin Vedia (depuis le 3 mai 2021)[12]

### Département de Pando
- Leopoldo Fernández Ferreira (23 janvier 2006–15 septembre 2008) (en tant que préfet)[16],[17]
- Landelino Rafael Bandeira (20 septembre 2008–31 mai 2010) (intérimaire)[18]
- Luis Adolfo Flores Roberts (31 mai 2010–23 décembre 2014) (en tant que gouverneur)
- Edgar Polanco (23 décembre 2014–31 mai 2015)[19]
- Luis Adolfo Flores Roberts (31 mai 2015–1er novembre 2020)
- Paola Terrazas (1er novembre 2020–3 mai 2021) (intérimaire)[20]
- Regis Germán Richter (depuis le 3 mai 2021)[21]

### Département de Potosí
- Mario Virreira (23 janvier 2006–4 avril 2010) (en tant que préfet)
- Félix González Bernal (4 avril 2010–31 mai 2015) (en tant que gouverneur)
- Juan Carlos Cejas (31 mai 2015–9 novembre 2019)
- Omar Véliz Ramos (15 novembre 2019–10 février 2021) (intérimaire)[22]
- Eloy Calizaya (10 février 2021–3 mai 2021) (intérimaire)[23]
- Jhonny Mamani (3 mai 2021–1er septembre 2023)[24]
- Marco Antonio Copa (depuis le 1er septembre 2023) (intérimaire)[25],[26]

### Département de Santa Cruz
- Rubén Costas Aguilera (23 janvier 2006–4 janvier 2010) (en tant que préfet)
- Roly Aguilera (4 janvier 2010–31 mai 2010) (intérimaire)[27]
- Rubén Costas Aguilera (31 mai 2010–11 décembre 2014) (en tant que gouverneur)
- Ruth Lozada (11 décembre 2014–31 mai 2015) (intérimaire)[28]
- Rubén Costas Aguilera (31 mai 2015–3 mai 2021)[29]
- Luis Fernando Camacho (3 mai 2021–26 janvier 2024)[30]
- Mario Aguilera (depuis le 26 janvier 2024)[31]

### Département de Tarija
- Mario Cossío (23 janvier 2006–4 avril 2010) (en tant que préfet)[32]
- Mario Cossío (4 avril 2010–16 décembre 2010) (en tant que gouverneur)[33]
- Lino Condori Aramayo (16 décembre 2010–31 mai 2015) (intérimaire)[34]
- Adrián Oliva Alcázar (31 mai 2015–4 mai 2021)[35]
- Óscar Montes (depuis le 4 mai 2021)[36]